# Maryland (telefilme)
Maryland é um telefilme britânico escrito por Lucy Kirkwood e co-dirigido por Kirkwood e Brian Hill. É baseado na peça homônima de Kirkwood que foi encenada no Royal Court em Londres em outubro de 2021. Foi transmitido no Reino Unido em 20 de julho de 2022, na BBC Two.

## Elenco
- Zawe Ashton como Mary
- Hayley Squires como Mary
- Daniel Mays como PC Moody
- Justine Mitchell como PC Eddowes
- Adam Reed como Detetive

## Recepção
No The Independent, Rachel Sigee deu cinco estrelas ao filme e disse: “Squires e Ashton estão excepcionais... O roteiro lírico e ousado de Kirkwood pulsa com raiva latente e faíscas de humor sombrio e divertido. Há catarse ao apontar um dedo trêmulo de fúria para um mundo que permite que uma mulher seja morta por um homem a cada três dias”.